# Klaas Tuyp (voetballer)
Klaas Tuyp (Volendam, 19 mei 1957) is een voormalig Nederlands voetballer. Hij stond onder contract bij FC Volendam.